# Abdi Waiss Mouhyadin
Abdi Waiss Mouhyadin (ur. 3 lipca 1996) – dżibutyjski lekkoatleta specjalizujący się w biegach średnich.
W 2014 został wicemistrzem świata juniorów w biegu na 1500 metrów. Srebrny medalista mistrzostw panarabskich oraz igrzysk afrykańskich w Brazzaville (2015).

## Osiągnięcia
| Rok  | Impreza                     | Miejsce        | Konkurencja           | Pozycja    | Wynik    |
| ---- | --------------------------- | -------------- | --------------------- | ---------- | -------- |
| 2014 | Mistrzostwa świata juniorów | Eugene         | bieg na 1500 metrów   | 2. miejsce | 3:41,38  |
| 2014 | Mistrzostwa Afryki          | Marrakesz      | bieg na 1500 metrów   | półfinał   | 3:57,99  |
| 2015 | Mistrzostwa panarabskie     | Manama         | bieg na 1500 metrów   | 2. miejsce | 3:46,56  |
| 2015 | Mistrzostwa świata          | Pekin          | bieg na 1500 metrów   | półfinał   | 3:46,82  |
| 2015 | Igrzyska afrykańskie        | Brazzaville    | bieg na 1500 metrów   | 2. miejsce | 3:45,98  |
| 2016 | Igrzyska olimpijskie        | Rio de Janeiro | bieg na 1500 metrów   | eliminacje | DNF      |
| 2019 | Mistrzostwa panarabskie     | Kair           | bieg na 1500 metrów   | 7. miejsce | 3:52,77  |
| 2019 | Igrzyska afrykańskie        | Rabat          | bieg na 1500 metrów   | eliminacje | 3:44,98  |
| 2019 | Mistrzostwa świata          | Doha           | bieg na 1500 metrów   | eliminacje | 3:38,79  |
| 2023 | Mistrzostwa panarabskie     | Marrakesz      | bieg na 10 000 metrów | 2. miejsce | 30:26,04 |
| 2023 | Mistrzostwa panarabskie     | Marrakesz      | półmaraton            | 1. miejsce | 1:06:33  |
| 2024 | Mistrzostwa Afryki          | Duala          | bieg na 5000 metrów   | 3. miejsce | 13:43,20 |

## Rekordy życiowe
- bieg na 800 metrów – 1:47,53 (2015)
- bieg na 1500 metrów (stadion) – 3:34,55 (2016)
- bieg na 1500 metrów (hala) – 3:41,64 (2018)
- bieg na milę – 3:57,97 (2015)
- bieg na 3000 metrów (hala) – 8:01,27 (2016)